# Copas de la Primera División de Uruguay

Desde 1904 hasta la fecha se han realizado copas oficiales, organizadas por la Asociación Uruguaya de Fútbol, entre los equipos que disputan el Campeonato Uruguayo de Fútbol. Estos torneos son considerados de relevancia, aunque nunca involucró a otras divisionales de AUF de menor jerarquía.
La Primera División de Uruguay, denominada "Campeonato Uruguayo Copa Coca-Cola'" por motivos publicitarios, es considerado como la 23a liga más fuerte del mundo en el siglo XXI según el ranking oficial de la Federación Internacional de Historia y Estadística de Fútbol (IFFHS).

## Copas realizadas paralelamente al Campeonato Uruguayo
Desde el inicio del Campeonato Uruguayo en 1900, en la mayoría de las ediciones se contó con al menos una copa doméstica, aunque en las últimas décadas esto casi no ocurrió.
En general, nunca se contó con un sistema de ligas que incluya la disputa de una copa doméstica que posibilite enfrentamientos entre equipos de las tres divisionales existentes, aunque si tuvo en gran parte de su historia la realización de copas en paralelo, pero solo para equipos de la Primera División. Existen pocos antecedentes de torneos que involucraran a equipos de Primera División en conjunto con equipos de otras categorías. El primero de ellos fue la disputa del Torneo de Copa Alfredo Lois de 1969, que incluyó a los clubes de Primera División y algunos incorporados de Primera "B". Posteriormente, en 1973, se disputó el Torneo Ciudad de Montevideo que incluyó a todos los equipos de Primera A y B, siendo el único antecedente en ese sentido.
Por su parte el primer antecedente de equipos de OFI compitiendo en torneos de AUF fue en la Liga Mayor, disputada de forma paralela al Campeonato Uruguayo. Esta copa tuvo en casi todas sus ediciones equipos únicamente de la Primera División, pero en su última competición incorporó algunos equipos de OFI y de la Segunda División. En esta competición los puntajes se acumulaban al Campeonato Uruguayo para definir la clasificación a las copas internacionales.
Posteriormente y en otro nivel, hubo torneos integradores que también servían como clasificatorios a la Liguilla Pre-Libertadores: los Campeonato Integración de 1993 y 1994, y el Torneo Nacional de 1996; así como la propia Liguilla que en sus ediciones de 1995 y 1997 incluyó clubes de OFI invitados directamente. Además, el Campeonato Nacional General Artigas también sumó a algunas selecciones del interior del país con los clubes de la Primera División de AUF.
Desde 2019 los equipos uruguayos estaban en conversaciones para volver a generar un torneo interdivisional, que reúna a equipos de todas las divisionales del fútbol uruguayo, de forma similar a lo que ocurre en otros países.
| AUF - Campeonato Uruguayo |                              |                                     |                                     |                                     |
| Período                   | Copas de la Liga             | Copas de la Liga                    | Copas de la Liga                    | Copas de la Liga                    |
| 1904                      | Copa Competencia             | Copa Competencia                    | Copa Competencia                    | Copa Competencia                    |
| 1905-1915                 | Copa Competencia             | Copa Competencia                    | Copa de Honor                       | Copa de Honor                       |
| 1916-1917                 | Copa Competencia             | Copa de Honor                       | Copa de Honor                       | Copa de Campeonato Albion           |
| 1918                      | Copa Competencia             | Copa Competencia                    | Copa de Honor                       | Copa de Honor                       |
| 1919                      | Copa Competencia             | Copa León Peyrou                    | Copa León Peyrou                    | Copa de Campeonato Albion           |
| 1920                      | Copa de Honor                | Copa de Honor                       | Copa León Peyrou                    | Copa León Peyrou                    |
| 1921                      | Copa Competencia             | Copa Competencia                    | Copa León Peyrou                    | Copa León Peyrou                    |
| 1922                      | Copa León Peyrou             | Copa León Peyrou                    | Copa León Peyrou                    | Copa León Peyrou                    |
| 1923                      | Copa Competencia             | Copa Competencia                    | Copa Competencia                    | Copa Competencia                    |
| 1924-1927                 | No hubo                      | No hubo                             | No hubo                             | No hubo                             |
| 1928-1930                 | Campeonato Ing. José Serrato | Campeonato Ing. José Serrato        | Campeonato Ing. José Serrato        | Campeonato Ing. José Serrato        |
| 1931-1933                 | No hubo                      | No hubo                             | No hubo                             | No hubo                             |
| 1934                      | Torneo Competencia           | Torneo Competencia                  | Torneo Competencia                  | Torneo Competencia                  |
| 1935                      | Torneo de Honor              | Torneo de Honor                     | Torneo de Honor                     | Torneo de Honor                     |
| 1936                      | Torneo Competencia           | Torneo Competencia                  | Torneo Competencia                  | Torneo Competencia                  |
| 1937-1940                 | Torneo de Honor              | Torneo de Honor                     | Torneo de Honor                     | Torneo de Honor                     |
| 1941                      | Torneo Competencia           | Torneo Competencia                  | Torneo de Honor                     | Torneo de Honor                     |
| 1942                      | Torneo de Honor              | Torneo de Honor                     | Torneo de Honor                     | Torneo de Honor                     |
| 1943-1951                 | Torneo Competencia           | Torneo Competencia                  | Torneo de Honor                     | Torneo de Honor                     |
| 1952-1953                 | Torneo Competencia           | Torneo de Honor                     | Torneo de Honor                     | Torneo Cuadrangular                 |
| 1954                      | Torneo Cuadrangular          | Torneo Cuadrangular                 | Torneo Cuadrangular                 | Torneo Cuadrangular                 |
| 1955                      | Torneo Competencia           | Torneo Competencia                  | Torneo de Honor                     | Torneo de Honor                     |
| 1956-1959                 | Torneo Competencia           | Torneo de Honor                     | Torneo de Honor                     | Torneo Cuadrangular                 |
| 1960                      | Torneo de Honor              | Campeonato Nacional General Artigas | Campeonato Nacional General Artigas | Torneo Cuadrangular                 |
| 1961                      | Torneo Competencia           | Torneo de Honor                     | Torneo de Honor                     | Campeonato Nacional General Artigas |
| 1962                      | Torneo Competencia           | Torneo de Honor                     | Campeonato Nacional General Artigas | Torneo Cuadrangular                 |
| 1963                      | Torneo Competencia           | Torneo de Honor                     | Torneo de Honor                     | Torneo Cuadrangular                 |
| 1964                      | Torneo de Honor              | Torneo de Honor                     | Torneo Cuadrangular                 | Torneo Cuadrangular                 |
| 1965                      | No hubo                      | No hubo                             | No hubo                             | No hubo                             |
| 1966                      | Torneo Cuadrangular          | Torneo Cuadrangular                 | Torneo Cuadrangular                 | Torneo Cuadrangular                 |
| 1967                      | Torneo de Honor              | Torneo de Honor                     | Torneo Cuadrangular                 | Torneo Cuadrangular                 |
| 1968                      | Torneo Cuadrangular          | Torneo Cuadrangular                 | Torneo Relámpago                    | Torneo Relámpago                    |
| 1969                      | Torneo de Copa               | Torneo de Copa                      | Torneo de Copa                      | Torneo de Copa                      |
| 1970-1974                 | No hubo                      | No hubo                             | No hubo                             | No hubo                             |
| 1975-1978                 | Liga Mayor                   | Liga Mayor                          | Liga Mayor                          | Liga Mayor                          |
| 1979-1984                 | No hubo                      | No hubo                             | No hubo                             | No hubo                             |
| 1985-1990                 | Torneo Competencia           | Torneo Competencia                  | Torneo Competencia                  | Torneo Competencia                  |
| 1991-2011                 | No hubo                      | No hubo                             | No hubo                             | No hubo                             |
| 2012                      | Torneo Preparación           | Torneo Preparación                  | Torneo Preparación                  | Torneo Preparación                  |
| 2013-2017                 | No hubo                      | No hubo                             | No hubo                             | No hubo                             |
| 2018-2021                 | Supercopa Uruguaya           | Supercopa Uruguaya                  | Supercopa Uruguaya                  | Supercopa Uruguaya                  |
| 2022-presente             | Copa AUF Uruguay             | Copa AUF Uruguay                    | Supercopa Uruguaya                  | Supercopa Uruguaya                  |

## Palmarés

### Títulos de Copa por año
| Año       | CC               | CdH              | TC               | TdH              | TC               | CNA              | TdC              | LM               | TP               | CdH              | CI               | SU               | CU               |
| --------- | ---------------- | ---------------- | ---------------- | ---------------- | ---------------- | ---------------- | ---------------- | ---------------- | ---------------- | ---------------- | ---------------- | ---------------- | ---------------- |
| 1900-1903 | Sin copa oficial | Sin copa oficial | Sin copa oficial | Sin copa oficial | Sin copa oficial | Sin copa oficial | Sin copa oficial | Sin copa oficial | Sin copa oficial | Sin copa oficial | Sin copa oficial | Sin copa oficial | Sin copa oficial |
| 1904      | CURCC            | -                | -                | -                | -                | -                | -                | -                | -                | -                | -                | -                | -                |
| 1905      | CURCC            | Nacional         | -                | -                | -                | -                | -                | -                | -                | -                | -                | -                | -                |
| 1906      | M. Wanderers     | Nacional         | -                | -                | -                | -                | -                | -                | -                | -                | -                | -                | -                |
| 1907      | CURCC            | CURCC            | -                | -                | -                | -                | -                | -                | -                | -                | -                | -                | -                |
| 1908      | M. Wanderers     | M. Wanderers     | -                | -                | -                | -                | -                | -                | -                | -                | -                | -                | -                |
| 1909      | CURCC            | CURCC            | -                | -                | -                | -                | -                | -                | -                | -                | -                | -                | -                |
| 1910      | CURCC            | M. Wanderers     | -                | -                | -                | -                | -                | -                | -                | -                | -                | -                | -                |
| 1911      | M. Wanderers     | CURCC            | -                | -                | -                | -                | -                | -                | -                | -                | -                | -                | -                |
| 1912      | Nacional         | River Plate FC   | -                | -                | -                | -                | -                | -                | -                | -                | -                | -                | -                |
| 1913      | Nacional         | Nacional         | -                | -                | -                | -                | -                | -                | -                | -                | -                | -                | -                |
| 1914      | Nacional         | Nacional         | -                | -                | -                | -                | -                | -                | -                | -                | -                | -                | -                |
| 1915      | Nacional         | Nacional         | -                | -                | -                | -                | -                | -                | -                | -                | -                | -                | -                |
| 1916      | Peñarol          | Nacional         | -                | -                | -                | -                | -                | -                | -                | -                | -                | -                | -                |
| 1917      | M. Wanderers     | Nacional         | -                | -                | -                | -                | -                | -                | -                | -                | -                | -                | -                |
| 1918      | M. Wanderers     | Peñarol          | -                | -                | -                | -                | -                | -                | -                | -                | -                | -                | -                |
| 1919      | Nacional         | -                | -                | -                | -                | -                | -                | -                | -                | -                | -                | -                | -                |
| 1920      | -                | Universal        | -                | -                | -                | -                | -                | -                | -                | -                | -                | -                | -                |
| 1921      | Nacional         | -                | -                | -                | -                | -                | -                | -                | -                | -                | -                | -                | -                |
| 1922      | -                | No culminó       | -                | -                | -                | -                | -                | -                | -                | -                | -                | -                | -                |
| 1923      | Nacional         | -                | -                | -                | -                | -                | -                | -                | -                | -                | -                | -                | -                |
| 1924      | Sin copa oficial | Sin copa oficial | Sin copa oficial | Sin copa oficial | Sin copa oficial | Sin copa oficial | Sin copa oficial | Sin copa oficial | Sin copa oficial | Sin copa oficial | Sin copa oficial | Sin copa oficial | Sin copa oficial |
| 1925      | No culminó       | -                | -                | -                | -                | -                | -                | -                | -                | -                | -                | -                | -                |
| 1926-1933 | Sin copa oficial | Sin copa oficial | Sin copa oficial | Sin copa oficial | Sin copa oficial | Sin copa oficial | Sin copa oficial | Sin copa oficial | Sin copa oficial | Sin copa oficial | Sin copa oficial | Sin copa oficial | Sin copa oficial |
| 1934      | -                | -                | Nacional         | -                | -                | -                | -                | -                | -                | -                | -                | -                | -                |
| 1935      | -                | -                | -                | Nacional         | -                | -                | -                | -                | -                | -                | -                | -                | -                |
| 1936      | -                | -                | Peñarol          | -                | -                | -                | -                | -                | -                | -                | -                | -                | -                |
| 1937      | -                | -                | -                | M. Wanderers     | -                | -                | -                | -                | -                | -                | -                | -                | -                |
| 1938      | -                | -                | -                | Nacional         | -                | -                | -                | -                | -                | -                | -                | -                | -                |
| 1939      | -                | -                | -                | Nacional         | -                | -                | -                | -                | -                | -                | -                | -                | -                |
| 1940      | -                | -                | -                | Nacional         | -                | -                | -                | -                | -                | -                | -                | -                | -                |
| 1941      | -                | -                | Peñarol          | Nacional         | -                | -                | -                | -                | -                | -                | -                | -                | -                |
| 1942      | -                | -                | No se definió    | Nacional         | -                | -                | -                | -                | -                | -                | -                | -                | -                |
| 1943      | -                | -                | Peñarol          | Nacional         | -                | -                | -                | -                | -                | -                | -                | -                | -                |
| 1944      | -                | -                | Central          | Peñarol          | -                | -                | -                | -                | -                | -                | -                | -                | -                |
| 1945      | -                | -                | Nacional         | Peñarol          | -                | -                | -                | -                | -                | -                | -                | -                | -                |
| 1946      | -                | -                | Peñarol          | Nacional         | -                | -                | -                | -                | -                | -                | -                | -                | -                |
| 1947      | -                | -                | Peñarol          | No se definió    | -                | -                | -                | -                | -                | -                | -                | -                | -                |
| 1948      | -                | -                | Nacional         | Nacional         | -                | -                | -                | -                | -                | -                | -                | -                | -                |
| 1949      | -                | -                | Peñarol          | Peñarol          | -                | -                | -                | -                | -                | -                | -                | -                | -                |
| 1950      | -                | -                | Rampla Jrs.      | Peñarol          | -                | -                | -                | -                | -                | -                | -                | -                | -                |
| 1951      | -                | -                | Peñarol          | Peñarol          | -                | -                | -                | -                | -                | -                | -                | -                | -                |
| 1952      | -                | -                | Nacional         | Peñarol          | Nacional         | -                | -                | -                | -                | -                | -                | -                | -                |
| 1953      | -                | -                | Peñarol          | Peñarol          | Rampla Jrs.      | -                | -                | -                | -                | -                | -                | -                | -                |
| 1954      | -                | -                | -                | -                | Nacional         | -                | -                | -                | -                | -                | -                | -                | -                |
| 1955      | -                | -                | Rampla Jrs.      | Nacional         | No se definió    | -                | -                | -                | -                | -                | -                | -                | -                |
| 1956      | -                | -                | Peñarol          | Peñarol          | Nacional         | -                | -                | -                | -                | -                | -                | -                | -                |
| 1957      | -                | -                | Peñarol          | Nacional         | Defensor         | -                | -                | -                | -                | -                | -                | -                | -                |
| 1958      | -                | -                | Nacional         | Nacional         | Nacional         | -                | -                | -                | -                | -                | -                | -                | -                |
| 1959      | -                | -                | Nacional         | No se definió    | Peñarol          | -                | -                | -                | -                | -                | -                | -                | -                |
| 1960      | -                | -                | -                | No se definió    | Peñarol          | Defensor         | -                | -                | -                | -                | -                | -                | -                |
| 1961      | -                | -                | Nacional         | Nacional         | No se definió    | Nacional         | -                | -                | -                | -                | -                | -                | -                |
| 1962      | -                | -                | Nacional         | Nacional         | Nacional         | Nacional         | -                | -                | -                | -                | -                | -                | -                |
| 1963      | -                | -                | Nacional         | Nacional         | Peñarol          | -                | -                | -                | -                | -                | -                | -                | -                |
| 1964      | -                | -                | No se definió    | Peñarol          | Nacional         | -                | -                | -                | -                | -                | -                | -                | -                |
| 1965      | -                | -                | -                | -                | No concluyó      | -                | -                | -                | -                | -                | -                | -                | -                |
| 1966      | -                | -                | -                | -                | Peñarol          | -                | -                | -                | -                | -                | -                | -                | -                |
| 1967      | -                | -                | No se definió    | Peñarol          | Nacional         | -                | -                | -                | -                | -                | -                | -                | -                |
| 1968      | -                | -                | -                | -                | Peñarol          | -                | -                | -                | -                | -                | -                | -                | -                |
| 1969      | -                | -                | -                | -                | -                | -                | Rampla Jrs.      | -                | -                | -                | -                | -                | -                |
| 1970-1974 | Sin copa oficial | Sin copa oficial | Sin copa oficial | Sin copa oficial | Sin copa oficial | Sin copa oficial | Sin copa oficial | Sin copa oficial | Sin copa oficial | Sin copa oficial | Sin copa oficial | Sin copa oficial | Sin copa oficial |
| 1975      | -                | -                | -                | -                | -                | -                | -                | Nacional         | -                | -                | -                | -                | -                |
| 1976      | -                | -                | -                | -                | -                | -                | -                | Nacional         | -                | -                | -                | -                | -                |
| 1977      | -                | -                | -                | -                | -                | -                | -                | Nacional         | -                | -                | -                | -                | -                |
| 1978      | -                | -                | -                | -                | -                | -                | -                | Peñarol          | -                | -                | -                | -                | -                |
| 1979-1984 | Sin copa oficial | Sin copa oficial | Sin copa oficial | Sin copa oficial | Sin copa oficial | Sin copa oficial | Sin copa oficial | Sin copa oficial | Sin copa oficial | Sin copa oficial | Sin copa oficial | Sin copa oficial | Sin copa oficial |
| 1985      | -                | -                | Progreso         | -                | -                | -                | -                | -                | -                | -                | -                | -                | -                |
| 1986      | -                | -                | Peñarol          | -                | -                | -                | -                | -                | -                | -                | -                | -                | -                |
| 1987      | -                | -                | M. Wanderers     | -                | -                | -                | -                | -                | -                | -                | -                | -                | -                |
| 1988      | -                | -                | Danubio          | -                | -                | -                | -                | -                | -                | -                | -                | -                | -                |
| 1989      | -                | -                | Nacional         | -                | -                | -                | -                | -                | -                | -                | -                | -                | -                |
| 1990      | -                | -                | M. Wanderers     | -                | -                | -                | -                | -                | -                | -                | -                | -                | -                |
| 1991-2011 | Sin copa oficial | Sin copa oficial | Sin copa oficial | Sin copa oficial | Sin copa oficial | Sin copa oficial | Sin copa oficial | Sin copa oficial | Sin copa oficial | Sin copa oficial | Sin copa oficial | Sin copa oficial | Sin copa oficial |
| 2012      | -                | -                | -                | -                | -                | -                | -                | -                | CA River Plate   | Danubio          | CA River Plate   | -                | -                |
| 2013-2016 | Sin copa oficial | Sin copa oficial | Sin copa oficial | Sin copa oficial | Sin copa oficial | Sin copa oficial | Sin copa oficial | Sin copa oficial | Sin copa oficial | Sin copa oficial | Sin copa oficial | Sin copa oficial | Sin copa oficial |
| 2017      | -                | -                | -                | -                | -                | -                | -                | -                | -                | -                | -                | _                | -                |
| 2018      | -                | -                | -                | -                | -                | -                | -                | -                | -                | -                | -                | Peñarol          | -                |
| 2019      | -                | -                | -                | -                | -                | -                | -                | -                | -                | -                | -                | Nacional         | -                |
| 2020      | -                | -                | -                | -                | -                | -                | -                | -                | -                | -                | -                | Liverpool        | -                |
| 2021      | -                | -                | -                | -                | -                | -                | -                | -                | -                | -                | -                | Nacional         | -                |
| 2022      | -                | -                | -                | -                | -                | -                | -                | -                | -                | -                | -                | Peñarol          | Defensor         |
| 2023      | -                | -                | -                | -                | -                | -                | -                | -                | -                | -                | -                | Liverpool        | Defensor         |
| 2024      | -                | -                | -                | -                | -                | -                | -                | -                | -                | -                | -                | Liverpool        | Defensor         |

### Títulos de Copa por equipo
| Equipo               | Títulos | CC | CdH | TC | TdH | TC | CNA | TR | TdC | LM | TP | CdH | CI | SU | CU |
| -------------------- | ------- | -- | --- | -- | --- | -- | --- | -- | --- | -- | -- | --- | -- | -- | -- |
| Nacional             | 54      | 7  | 7   | 10 | 15  | 7  | 2   | -  | -   | 3  | -  | -   | -  | 3  | -  |
| Peñarol              | 40      | 6  | 4   | 11 | 11  | 5  | -   | -  | -   | 1  | -  | -   | -  | 2  | -  |
| Montevideo Wanderers | 10      | 5  | 2   | 2  | 1   | -  | -   | -  | -   | -  | -  | -   | -  | -  | -  |
| Defensor Sporting    | 5       | -  | -   | -  | -   | 1  | 1   | -  | -   | -  | -  | -   | -  | -  | 3  |
| Rampla Juniors       | 4       | -  | -   | 2  | -   | 1  | -   | -  | 1   | -  | -  | -   | -  | -  | -  |
| Liverpool            | 4       | -  | -   | -  | -   | -  | -   | 1  | -   | -  | -  | -   | -  | 3  | -  |
| Danubio              | 2       | -  | -   | 1  | -   | -  | -   | -  | -   | -  | -  | 1   | -  | -  | -  |
| River Plate          | 2       | -  | -   | -  | -   | -  | -   | -  | -   | -  | 1  | -   | 1  | -  | -  |
| River Plate FC       | 1       | -  | 1   | -  | -   | -  | -   | -  | -   | -  | -  | -   | -  | -  | -  |
| Universal            | 1       | -  | 1   | -  | -   | -  | -   | -  | -   | -  | -  | -   | -  | -  | -  |
| Central Español      | 1       | -  | -   | 1  | -   | -  | -   | -  | -   | -  | -  | -   | -  | -  | -  |
| Progreso             | 1       | -  | -   | 1  | -   | -  | -   | -  | -   | -  | -  | -   | -  | -  | -  |